# في غابة اليراعات المضيئة
في غابة اليراعات المضيئة (باليابانية: 蛍火の杜へ) هي مانغا شوجو ون شوت تمت كتابتها من طرف يوكي ميدوريكاوا.نشرت في عدد يوليو 2002 من لالا دي إكس في اليابان، وتمت إعادة طباعتها في يوليوز 2003 في مجموعة قصص قصيرة تانكوبون بنفس الاسم، التي تضمنت أربع قصص ون شوت قصيرة من كتابة ميدوريكاوا. تحكي هوتاروبي نو موري إي عن قصة فتاة شابة اسمها هوتارو وصديقها جين، رجل شاب غريب يلبس قناع، الذي قابلته بعمر ست سنوات في غابة جبل قرب موطن جدها. تعلمت هوتارو أن صديقها خارق للعادة ولمسه سيجعله يختفي للأبد. عادت هوتارو كل صيف لقضاء الوقت من جين، وكبرت العلاقة بينهما.
تم إنتاج فيلم انمي مدته 44 دقيقة بنفس الاسم سنة 2011 في استوديو الانمي برينز بيز و تم إخراجه من طرف تاكاهيرو أوميرو. احتوى الفيلم على أصوات الممثلين أياني ساكورا و كوكي أتشياما، و تضمنت أغاني الفيلم موسيقى من طرف ماكوتو يوشيموري. حافظ الفيلم على متابعة قوية له لأشهر في اليابان بعد انطلاقه في 17 سبتمبر 2011. كان العرض الأول هوتاروبي نو موري إي في 8 أكتوبر 2011 في مهرجان اسكتلندا تحب الأنميشن، حيث فاز بجائزة لجنة التحكيم.

## القصة
تدور احداث قصة حول الفتاة (هوتارو) التي تذهب كل صيف إلى منزل جدها لقضاء عطلة الصيف، في يوم ما ذهبت لوحدها إلى غابة وتاهت هناك، وهذه الغابة معروفة أنها تعيش بها أرواح، فجأة يظهر لها فتى يرتدي قناع اسمه (جين) ويساعدها في الخروج من الغابة، أخبر (جين) صديقته (هوتارو) أن لمسه أحد البشر سيجعله يختفي للأبد، أستمرت (هوتارو) بزيارته كل صيف وقضاء الوقت معه، وكبرت العلاقة بينهما.

## وصلات خارجية
- في غابة اليراعات المضيئة على موقع ANN manga (الإنجليزية)

- الموقع الرسمي (باليابانية)
- 3538 في شبكة أخبار الأنمي
- في غابة اليراعات المضيئة  في قاعدة بيانات الأفلام على الإنترنت (بالإنجليزية)